# I Democratici (Israele)
I Democratici (in ebraico הדמוקרטים‎?, HaDemokratim) è un partito politico israeliano di orientamento socialdemocratico, guidato dall'ex ufficiale militare Yair Golan. Fondato nel luglio 2024, il partito è nato dalla fusione tra il Partito Laburista Israeliano e Meretz.

## Storia
Dopo la deludente tornata elettorale del 2022, segnante un duro colpo per entrambe le formazioni, Meretz e il Partito Laburista hanno iniziato un percorso di trattative. I primi colloqui sono stati portati avanti dal segretario generale Tomer Reznik e dall'ex parlamentare Michal Rozin per Meretz, e dai deputati Gilad Kariv e Naama Lazimi per i laburisti; solo in un secondo momento si è aggiunto al processo negoziale anche Yair Golan, la cui notorietà era cresciuta dopo il salvataggio di civili durante gli attacchi del 7 ottobre 2023.
Golan ha lanciato la sua campagna per la leadership laburista all'inizio di marzo 2024, promettendo di creare un nuovo soggetto politico basato sull'unione dei due partiti, insieme all'aggregazione di altri soggetti. Il successivo 18 marzo ha lanciato il progetto del nuovo partito, chiamato I Democratici, presentando la sua visione di un'alternativa al governo Netanyahu e chiedendo elezioni anticipate per la Knesset. Il 28 maggio 2024 è stato eletto leader laburista con una "vittoria schiacciante".
Il 30 giugno, le due parti hanno annunciato congiuntamente di aver raggiunto un accordo di fusione. In un comunicato stampa si è precisato che l'accorpamento "non è un blocco tecnico, bensì un processo storico che porterà finalmente alla nascita di un partito grande e unito, un partito sionista liberal-democratico che sarà una casa politica per gran parte della popolazione israeliana". L'intesa ha inoltre designato Yair Golan come leader e presidente della nuova formazione.
Una delegazione composta da esponenti sia del Partito Laburista sia di Meretz, oltre a rappresentanti delle proteste contro la riforma giudiziaria israeliana del 2023, ha approvato la fusione il 12 luglio 2024 a Tel Aviv.

## Ideologia e posizioni
Il partito sostiene la creazione di due Stati come soluzione al conflitto israelo-palestinese e, secondo Yair Golan, è l'unico partito sionista che si oppone all'occupazione israeliana della Cisgiordania. Golan ritiene che l'Autorità Nazionale Palestinese debba avere un ruolo centrale nella gestione della Striscia di Gaza e che la sua ricostruzione rappresenti un interesse per Israele.
Sul fronte della giustizia, il partito si oppone alla riforma giudiziaria israeliana del 2023 e difende una democrazia piena che garantisca la tutela delle libertà individuali e dei diritti delle minoranze, la separazione dei poteri e l'indipendenza della magistratura.
In campo economico, propone politiche socialdemocratiche volte a garantire il diritto all'abitazione, pari opportunità, uno stato sociale rafforzato, il potenziamento dei sindacati e si oppone alla privatizzazione di settori pubblici come la sanità e l'istruzione.
Infine, il partito chiede l'abrogazione della Legge Fondamentale sullo Stato-Nazione, considerata discriminatoria verso i non ebrei, e si impegna attivamente nella difesa dei diritti LGBT.

## Leader
| Leader | Leader | Leader     | Mandato inizio | Mandato fine |
| ------ | ------ | ---------- | -------------- | ------------ |
|        |        | Yair Golan | 12 luglio 2024 | in carica    |